# Santiago (Torres Novas)
Santiago is een plaats (freguesia) in de Portugese gemeente Torres Novas en telt 2637 inwoners (2001).